# هيروهيتو
هيروهيتو (باليابانية: 昭和天皇)؛ (29 أبريل 1901 – 7 يناير 1989) كان إمبراطور اليابان رقم 124 حسب ترتيب الخلافة اليابانية التقليدية، حكم ما بين 1926 وحتى 1989. بعد وفاته أصبح يعرف في اليابان باسم شووا (昭和天皇، شووا تينو)، إلا أنه ما زال يشتهر باسمه هيروهيتو أو الإمبراطور هيروهيتو. كانت فترة حكمه (فترة شووا) أطول فترة في تاريخ اليابان شهد المجتمع الياباني خلالها تغييرات مهمة.
في بداية فترة حكمه كانت اليابان بدائية، وأدى تحضر البلاد في الثلاثينيات إلى اشتراكها في الحرب العالمية الثانية التي انتهت باستسلام اليابان وسقوطها تحت الاحتلال. تعاون الإمبراطور هيروهيتو مع قوات الاحتلال أثناء احتلال اليابان وعاش ليرى اليابان تتحول إلى دولة حديثة من أعظم القوى الاقتصادية في العالم.
استهدف قوميٌ كوري الإمبراطور هيروهيتو في 9 يناير 1932 بقنبلة يدوية محاولا اغتياله بعملية فاشلة عرفت بحادثة ساكورادامون .

## حياته
ولد في قصر أوياما في طوكيو لأبيه الأمير يوشيهيتو (لاحقاً الإمبراطور تايشو) والأميرة ساداكو (لاحقاً الإمبراطورة تيميه). كان اسمه في مرحلة الطفولة الأمير ميتشي (迪宮 ميتشي نو ميا)، أصبح الوريث الشرعي بعد وفاة جده الإمبراطور ميجي في 30 يوليو 1912 واستلام والده العرش، ولكن مراسم تنصيب الإمارة الرسمية جرت في 2 نوفمبر 1916.

### مرحلة ولي العهد
تولى والد هيروهيتو، يوشيهيتو، العرش عندما توفي جده، الإمبراطور ميجي، في 30 يوليو 1912. أصبح هيروهيتو الوريث الظاهر، ومنح رسميًا رتبة ملازم ثان في الجيش وملازم في البحرية. قلد هيروهيتو بالوسام العظيم أو وسام الشمس المشرقة. في عام 1914، ترقى إلى رتبة ملازم أول بالجيش وملازم ثان في البحرية. وفي عام 1916، ترقى إلى رتبة نقيب وملازم في الجيش والبحرية. في 2 نوفمبر 1916، أعلن تنصيب هيروهيتو رسميًا كوريث ظاهر وولي للعهد. لم يحتج الأمر لحفل تنصيب لإثباته.
التحق هيروهيتو بمدرسة غاكوشوين –مدرسة الأقران- من 1908 إلى 1914، ثم بمعهد مخصص لولي العهد (توغو غوغاكومونشو) من عام 1914 إلى عام 1921. في عام 1920، ترقى هيروهيتو إلى رتبة رائد في الجيش والقوات البحرية.

### جولته
من 3 مارس إلى 3 سبتمبر 1921 (سنة التايشو العاشرة)، زار ولي العهد بصفة رسمية المملكة المتحدة وفرنسا وهولندا وبلجيكا وإيطاليا والفاتيكان. كانت هذه الجولة أول زيارة لولي العهد إلى أوروبا الغربية. تحقق ذلك بجهود كبار رجال الدولة اليابانيين (الآباء المؤسسين)، كأريتومو ياماغاتا و كينموتشي سايونجي، وذلك على الرغم من وجود معارضة قوية لذلك.
تناقلت الصحف على نحو واسع قصة سفر الأمير هيروهيتو. استقل الأمير في رحلته البارجة اليابانية كاتوري التي غادرت من يوكوهاما وأبحرت إلى ناها وهونغ كونغ وسنغافورة وكولومبو والسويس والقاهرة وجبل طارق. وصلت إلى بورتسموث في 9 مايو بعد شهرين من انطلاقها، وفي نفس اليوم، وصلت إلى العاصمة البريطانية لندن. رحبت به المملكة المتحدة كشريك في التحالف الإنجليزي الياباني، والتقى بالملك جورج الخامس ورئيس الوزراء ديفيد لويد جورج. في ذلك المساء، أقيمت مأدبة عشاء في قصر باكنغهام حيث التقى بجورج الخامس وآرثر أمير كونوت. قال جورج الخامس إنه عامل هيروهيتو كابنه لأنه كان متوترًا في بلد أجنبي غير مألوف، وهذا خفف من توتره. في اليوم التالي، التقى الأمير إدوارد (إدوارد الثامن مستقبلًا) في قلعة وندسور، حيث أقيمت المآدب يوميًا. في لندن، قام بجولة في المتحف البريطاني وبرج لندن وبنك إنجلترا ولويدز مارين للتأمين وجامعة أكسفورد وجامعة الجيش والكلية الحربية البحرية. استمتع أيضًا بعروض مسرح نيو أكسفورد ومسرح دلهي. في جامعة كامبريدج، استمع إلى محاضرة البروفيسور تانر حول العلاقة بين العائلة المالكة البريطانية وشعبها، وحصل على درجة الدكتوراه الفخرية. زار إدنبرة في اسكتلندا في الفترة بين 19 و20، وحصل أيضًا على دكتوراه فخرية في القانون من جامعة إدنبرة. مكث في منزل جون ستيوارت موراي، دوق أثول الثامن، لمدة ثلاثة أيام. أثناء إقامته لدى ستيوارت موراي، نقل عن الأمير قوله: «لم تكن انتفاضة البلاشفة ستحدث، لو عاش الحاكم حياة بسيطة كحياة الدوق أثول».
في إيطاليا، التقى بالملك فيكتور إيمانويل الثاني الثالث وآخرين، وحضر مآدب رسمية في بلدان مختلفة، وزار بعض الأماكن المهمة كميادين الحرب العالمية الأولى.

### فترة الوصاية
بعد عودته إلى اليابان، أصبح هيروهيتو وصيًا على البلاد في 25 نوفمبر 1921، بدلًا من والده الذي أصيب بمرض عقلي. في عام 1923، ترقى إلى رتبة مقدم في الجيش وقائد في البحرية، ثم رتبة عقيد بالجيش ونقيب في البحرية عام 1925.

خلال عهد هيروهيتو، حصلت العديد من الأحداث المهمة:
عقدت معاهدة القوى الأربع في 13 ديسمبر 1921 لحل مشكلة ملكية الجزر، وحينها وافقت اليابان والولايات المتحدة وبريطانيا وفرنسا على الاعتراف بالوضع الراهن في بلدان المحيط الهادئ. اتفقت اليابان وبريطانيا على إنهاء التحالف الإنجليزي الياباني. وقعت معاهدة واشنطن البحرية في 6 فبراير 1922، وسحبت اليابان قواتها من اجتياح سيبيريا في 28 أغسطس 1922. دمر زلزال كانتو الكبير طوكيو في 1 سبتمبر 1923. حاول دايسوكي نامبا اغتيال هيروهيتو في حادث تورانومون في 27 ديسمبر 1923، لكن محاولته باءت بالفشل. أثناء الاستجواب، ادعى أنه شيوعي وأُعدم، ولكن البعض قال إنه على صلة بفصيل ناغاتشو في الجيش.

### زواجه
تزوج الأمير هيروهيتو من قريبته البعيدة الأميرة ناغاكو كوني، الابنة الكبرى للأمير كونيوشي كوني، في 26 يناير 1924. وأنجبا ولدان وخمس بنات.
غادرت الفتيات اللاتي بقين على قيد الحياة العائلة الإمبراطورية، بسبب الإصلاحات الأمريكية التي تدخلت في تركيبة الأسرة الإمبراطورية اليابانية في أكتوبر 1947 (كما في حالة الأميرة شيجيكو)، أو بسبب قانون الأسرة الإمبراطوري المتعلق بالزواج (كما في حالات الأميرات كازوكو وأتسوكو وتاكاكو).

## صعوده للعرش
في 25 ديسمبر 1926، تولى هيروهيتو العرش بعد وفاة والده يوشيهيتو. قد يشار إلى ذلك بجملة توليه الخلافة (السينسو). أعلنت نهاية عصر التايشو وبداية عصر الشووا (السلام المستنير). تغير اسم الإمبراطور المتوفى بعد وفاته إلى الإمبراطور تايشو في غضون أيام. وفقًا للعادات اليابانية، لم يشار إلى الإمبراطور الجديد باسمه أبدًا، وإنما بجلالة الإمبراطور أو صاحب الجلالة فقط. في الكتابة، يشار إلى الإمبراطور -على نحو رسمي- بالإمبراطور الحاكم.
في نوفمبر 1928، أعلن تولي الإمبراطور العرش في مراسم (سوكوي) تعرف تقليديًا بالتنصيب والتتويج (شووا نو تايري شيكي). تعتبر هذه الاحتفالات الرسمية تأكيد علني على امتلاك جلالة الإمبراطور شارات الإمبراطورية اليابانية أو الكنوز المقدسة الثلاثة التي تناقلها الحاكمين عبر القرون.

## بداية حكمه
مر الجزء الأول من عهد هيروهيتو في بلاد تعيش أزمة مالية وسلطة عسكرية كبيرة داخل الحكومة بوسائل قانونية وغير قانونية. مارست قوات الجيش والبحرية اليابانية حق النقض على تشكيل الوزارات منذ عام 1900. بين عامي 1921 و1944، وقعت 64 حادثة عنف سياسي.
نجا هيروهيتو بأعجوبة من الاغتيال بقنبلة يدوية ألقاها ناشط الاستقلال الكوري لي بونغ تشانغ في طوكيو في 9 يناير 1932، في حادثة تعرف باسم حادثة ساكورادامون.
حصلت حادثة مهمة أخرى، وهي اغتيال رئيس الوزراء الوسطي إينوكاي تسويوشي في عام 1932، ما رسم نهاية السيطرة المدنية على الجيش. أعقب ذلك محاولة انقلاب عسكري في 26 فبراير عام 1936. نفذت حادثة 26 فبراير على أيدي ضباط صغار في الجيش من فصيل كودوها الذين تعاطفوا مع العديد من الضباط رفيعي الرتبة كالأمير تشيتشيبو (ياسوهيتو)، أحد إخوة الإمبراطور. حدثت الثورة نتيجة خسارة دعم الفصيل العسكري السياسي في انتخابات البرلمان. أسفر الانقلاب عن مقتل العديد من المسؤولين الكبار في الحكومة والجيش.
عندما أبلغه كبير المساعدين شيجيرو هونجو بالتمرد، أمر الإمبراطور بقمعه على الفور واصفًا الضباط بالمتمردين (بوتو). بعد ذلك بوقت قصير، أمر وزير الجيش يوشيوكي كاواشيما بقمع التمرد في غضون ساعة، وطلب من هونجو إرسال تقرير عن الأمر كل 30 دقيقة. في اليوم التالي، عندما أخبره هونجو أن القيادة العليا قد أحرزت تقدمًا طفيفًا في سحق المتمردين، قال له الإمبراطور: «سأقود فرقة كونوي بنفسي وأقضي عليهم». قمع التمرد بناءً على أوامره في 29 فبراير.

## فترة شووا

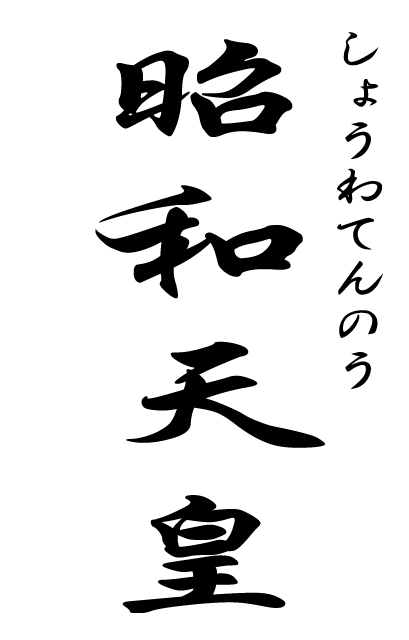
كتابة شووا تينو بالكتابة اليابانية

فترة شووا هي فترة في التاريخ الياباني جرت فيها الكثير من الأحداث، حيث في 1937 جرت الحرب الصينية اليابانية الثانية، وفي عام 1941 شنت هجوماً على الشرق الأقصى بالإغارة على ميناء هاربر الأمريكي، وبهذا دخلت الحرب العالمية الثانية. وفي منتصف عام 1945 ضربت اليابان بالقنبلتين النوويتين الوحيدتين في التاريخ، وبعدها أعلنت استسلامها في الحرب العالمية الثانية واحتلت للمرة الأولى والوحيدة في التاريخ من قبل دولة أجنبية لمدة سبعة سنوات. في ستينات وسبعينات القرن العشرين حصلت معجزة اقتصادية في اليابان بما يعرف باسم اقتصاد الفقاعة وكانت على وشك التغلب على الولايات المتحدة الأمريكية من حيث القوة الاقتصادية التي انتهت بعد نهاية فترة شووا.

## روابط خارجية
- هيروهيتو على موقع أوليمبيديا (الإنجليزية)
- هيروهيتو على موقع IMDb (الإنجليزية)
- هيروهيتو على موقع الموسوعة البريطانية (الإنجليزية)
- هيروهيتو على موقع مونزينجر (الألمانية)
- هيروهيتو على موقع إن إن دي بي (الإنجليزية)
- هيروهيتو على موقع قاعدة بيانات الفيلم (الإنجليزية)